# Ali Bernard
Ali Sue Bernard (ur. 11 kwietnia 1986) – amerykańska zapaśniczka. Dwukrotna olimpijka. Piąta w Pekinie 2008 i trzynasta w Londynie 2012 w wadze 72 kg.

## Kariera sportowa
Brązowy medal mistrzostw świata w 2011. Najlepsza na mistrzostwach panamerykańskich w 2010. Pierwsza w Pucharze Świata w 2010 i czwarta w 2011. Akademicka mistrzyni świata w 2010. Mistrzyni świata juniorów z 2003 i 2005 roku.